# Croix de l'ancien cimetière de Champsecret
La croix de l'ancien cimetière de Champsecret est une croix de cimetière située sur le territoire de la commune de Champsecret, en France.

## Localisation
La croix est située dans le département de l'Orne, au nord de l'église Notre-Dame de Champsecret, à l'endroit de l'ancien cimetière.

## Historique
La croix date du XVIe siècle.
Elle est inscrite au titre des monuments historiques depuis le 7 novembre 1938.

## Description

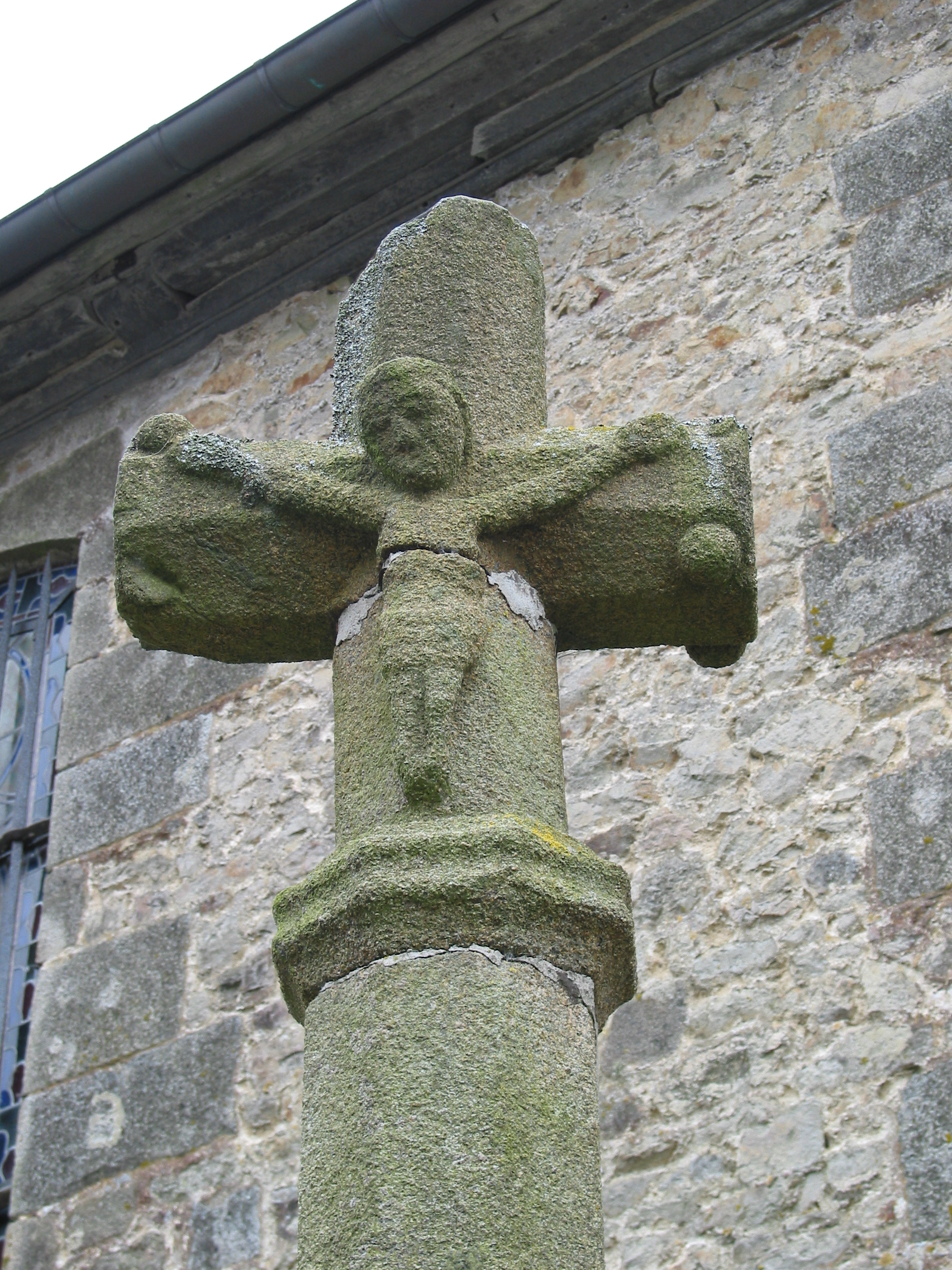
Détail de la croix.

La croix est en granit, sculptée en haut d'une hampe, avec le Christ en croix ; ses montants sont à section hexagonale. La hampe aussi est hexagonale et comporte des bosses pour tenir le cercle en fer où se mettaient des branches de buis lors de certaines fêtes.